# Мозаичная эволюция
Мозаичная эволюция (или модульная эволюция) — одна из форм эволюции организмов, при которой изменения происходят в некоторых частях тела или системах без одновременного изменения в других частях тела или с неравномерным их темпом. Другое определение «Эволюция характеризующаяся разной скоростью протекания внутри и между видами». Мозаичная эволюция является следствием относительной независимости друг от друга отдельных функций и структур в организме; и так или иначе свойственна филогенезу всех живых существ. Место мозаичной эволюции в эволюционной теории подпадает под долгосрочные тенденции или макроэволюцию.
Виды, являющиеся примерами мозаичной эволюции, воспринимаются и известны как переходные формы.

## Авторство
Принцип мозаичной эволюции впервые сформулирован британским учёным Гэвином де Беером в 1954 году, после анализа строения археоптерикса, сочетающего признаки динозавров и птиц. В том же году советским биологом А. Л. Тахтаджяном был предложен термин «гетеробатмия» для обозначения различной степени дифференциации разных органов в организме.

## Примеры
По самой своей природе, доказательства этой концепции поступают в основном из палеонтологии. Наукой не утверждается, что эта модель является универсальной, но в настоящее время имеется широкий спектр примеров из разных таксонов. Некоторые примеры:
- Сеймурия. В 1919 году Дэвидом Уотсоном была установлена мозаичность в анатомическом строении сеймурии, приближающая её к предкам пресмыкающихся[3].
- Археоптерикс. В середине XIX века Томас Генри Гексли сравнил археоптерикса с небольшим динозавром компсогнатом из подотряда теропод. Эти две окаменелости были найдены в Зольнхофенском известняке в Баварии. Учёный показал, что эти двое животных были очень похожими, за исключением передних конечностей и перьев археоптерикса, остальная часть скелета не отличалась. Интерес Гексли был направлен, в основном, на близость птиц и рептилий, которых он объединил в класс Завропсиды[4].
- Эволюции гоминид: раннее появление у австралопитеков нескольких признаков, способствовавших прямохождению и модификации таза имели место задолго до того, как произошли какие-либо существенные изменения в черепе, размере мозга, или в кисти руки, сохранявшей многие обезьяньи черты[3][5][6].